# 립스틱 (시트콤)
립스틱은 2001년 2월 8일부터 2001년 6월 26일까지 방영되었던 iTV 경인방송의 시트콤인데  MBC 《세 친구》의   포맷을 본뜬 점, 여성의 노출 연기가 인위적인 부분이 많았던 점, 대부분의 시트콤이 그랬던 것처럼 자극적이고 선정적인 대사만 남발했다는 지적 탓인지 시청률 부진을 면치 못하여 1년을 넘기지 못했다.
한편,  박소현 자리에는 당초  김원희가 낙점됐으나  SBS와의 계약 문제가 걸려 무산됐다.
아울러, 에로배우 정세희가 성인대상 인터넷 방송의 인터넷 자키로 출연할 예정이었지만 선정성 시비 문제가 우려되어 무산됐다.

## 소개
한 집에 사는 27살 세 여자를 둘러싸고 벌어지는 야한 상황을 속 시원하게 풀어나가는 시트콤이다.

## 역대 방송시간
| 방송 채널 | 방송 기간                        | 방송 시간                           |
| --------- | -------------------------------- | ----------------------------------- |
| iTV       | 2001년 2월 8일 ~ 2001년 3월 30일 | 목, 금요일 밤 10:30 ~ 밤 11:00      |
| iTV       | 2001년 4월 2일 ~ 2001년 6월 26일 | 월, 화요일 밤 10:50 ~ 밤 11:20      |
| 슬로우TV  | 무작위                           | 매주 금요일 오전 10:40 ~ 오전 11:40 |

## 등장인물
- 성현아 : 성현아 역
- 박소현 : 박소현 역
- 조은숙 : 조은숙 역
- 황수경 : 조민희 역
- 김지훈 : 가정부 김지훈 역
- 김정균 : 김정균 역
- 안계범 : 술집 주인 역